# Санти Казорла
Сантијаго Казорла Гонзалез (шп. Santiago Cazorla González; Љанера, 13. децембар 1984) јесте шпански фудбалер који тренутно наступа за Реал Овиједо у шпанској Сегунди. Може да игра као офанзивни везни или бочни везни играч. Од 2008. до 2019 је наступао репрезентацију Шпаније.
Пред почетак сезоне 2023/24, Казорла се из катарскога Ел Сада вратио у друголигашки Реал Овиједо, клуб из његовог родног града и клуб у коме је поникао, како би ту завршио каријеру. Прихватио је новчано мали једногодишњи уговор, а у клаузули пише да ће десет одсто новца од продаје његових дресова ићи за млађе категорије Реал Овиједа.

## Каријера

### Виљареал
Казорла је каријеру почео у млађим категоријама Реал Овиједа који га је продао шест месеци пре осамнаестог рођендана због финансијских проблема у Виљареал. Прво је наступао за други тим а у 18 години дебитовао је за први тим Виљареала одигравши један минут у утакмици са Депортивом из Ла Коруње.
У сезони 2004/05. Казорла је већ постао важан део првог тима и постигао четири гола у Купу УЕФА а већ наредне сезоне је дебитовао у Лиги Шампиона.
7. јула 2006. Казорла је потисао за четворогодишњи уговор са Рекреативом из Уелве вредан 600.000 евра са клаузулом да може да се врати у Виљареал за 1,2 милиона евра. Већ на дебију постигао је гол у ремију са Мајорком 1-1. Шпански часопис Дон Балон прогласио га је најбољим шпанским играчем сезоне.
Следеће сезоне Виљареал је искористио клаузулу из уговора и вратио Казорлу. У својој првој сезони по повратку Санти се истакао асистенцијама саиграчима Нихату Кахвеџију и Ђузепе Росију а постигао је и 5 голова.
26. августа 2008. Казорла је објавио да има понуду од Реал Мадрида али је изјавио да иако је почаствован што се тако велики клуб интересује за њега, ипак не жели да напусти још Виљареал.
Казорла је за Виљареал у периоду од 2007. до 2011. одиграо укупно 127 лигашких утакмица и постигао 23 гола.
У сезони 2009/10. Санти је имао проблема са повредама, и пропустио је Светско првенство у Јужној Африци 2010. године.

### Малага
26. јула 2011. Казорла је напустио Виљареал и потписао уговор са Малагом који су га платили 22 милиона евра и тако поставили клупски рекорд када су трансфери у питању. На свом дебију против Севиље постигао је гол из слободног ударца у поразу свог тима од 2–1.
Сезону је завршио као други најбољи стрелац свог тима и помогао је тиму да дође до четвте позиције и историјског пласмана у Лигу Шампиона.

### Арсенал
7. августа 2012. Казорла је потписао четворогодишњи уговор са Арсеналом. Постигао је свој први гол за Арсенал у победи од 2:0 против Ливерпула на Енфилду. 14. маја 2013, Казорла је асистирао за сва четири Арсеналова гола у виталној победи над Виганом резултатом 4:1. Казорла је завршио прву сезону у Енглеској као једини играч Арсенала који је наступио у свих 38 лигашких утакмица, а 31. маја 2013. проглашен је Арсеналовим играчем сезоне 2012/13.